# Tetracnemoidea peregrina
Tetracnemoidea peregrina är en stekelart som först beskrevs av Compere 1939.  Tetracnemoidea peregrina ingår i släktet Tetracnemoidea och familjen sköldlussteklar. Inga underarter finns listade i Catalogue of Life.